# 김재진 (법조인)
김재진(金在晋 1945년 ~)은 부산고등법원장을 역임한 법조인이다.

## 생애
1945년에 경상북도 안동시에서 태어나 서울대학교 법학과를 졸업하고 사법시험 12회에 합격해 사법연수원을 수료하였다. 1973년에 서울형사지법 판사에 임용된 이후 서울민사지법 판사, 대법원 재판연구관, 서울민사지법 부장판사와 서울민사지법원장과 서울고등법원 부장판사, 울산지법원장을 거쳐 법원장으로 승진하여 청주지방법원장으로 재직하다 2003년부터 부산고등법원장으로 재직하였다.
판사를 하면서 '통상해고 징계해고 정리해고', '매출누락시의 인정상여처분액의 범위' 등 여러 논문을 집필하였으며 사법개혁을 추진했던 윤관 전 대법원장 시절에 2년동안 비서실장을 역임하고 춘천지방법원장으로 근무하면서 재판업무 지원 및 직원들의 복지향상 등 사법행정 개선에 노력하다가 부산고등법원장을 마지막으로 2005년 2월 1일에 퇴임하여 변호사를 하였다.

## 주요 판결
- 서울형사지방법원 합의8부 주심 판사로 재직하던 1981년 5월 7일에 "본처와 이혼하겠다고 하면서 결혼을 약속한 것은 혼인 빙자 간음이 아니다"며 징역10월을 선고한 원심을 깨고 무죄를 선고했다.[4]
- 서울지방법원 동부지원 형사부 재판장으로 재직하던 1992년 1월 31일에 다방에 몰래 들어가서 자고 있던 종업원을 칼로 찔러 살해하고 금품을 가지고 달아난 피고인에 대해 강도살인죄를 적용해 사형을 선고했다.[5]
- 서울지방법원 동부지원 형사합의부 재판장으로 재직하던 1991년 3월 9일에 이란인 정부의 아내를 호텔에 유인해 창문밖으로 밀어 숨지게 한 혐의로 구속되어 사형을 구형받은 피고인에 대해 증거불충분을 이유로 무죄를 선고했다.[6] 3월 29일에 횡단보도에서 뺑소니 사고를 내고 피해자를 식물인간 상태로 만들었음에도 영국으로 도피했던 피고인에 대해 특가법을 적용해 징역5년을 선고했다.[7] 4월 12일에 건국대 음악교육과 입시비리 부정사건으로 구속된 안용기에 대해 배임수재죄를 적용해 징역2년 추징금 5200만원을 선고했다. 피고인으로부터 부탁을 받은 입시 심사위원에게 징역1년6월 집행유예3년, 다른 심사위원과 학부모 등 7명에게 징역1년 집행유예2년을 선고했다.[8] 12월 23일에 구의동 연합주택조합 사기사건[9]으로 징역15년을 구형받은 피고인에 대해 특정경제범죄가중처벌법 위반 사기죄를 적용해 징역 12년을 선고했다.[10]
- 서울민사지방법원 합의41부 재판장으로 재직하던 1992년 5월 30일에 교도관과 병원 관계자의 직무 태만 때문에 숨진 재소자의 유족들이 국가와 의료법인 선인의료재단을 상대로 낸 손해배상청구 소송에서 "교도관들이 충수돌기염 수술을 받은 노씨를 완치 때까지 병원에 입원하게 하지 않고 당일 교도소로 데리고 온 것은 자신들의 업무만 생각한 것"이라며 "국가와 병원은 연대해 1억1천만여원을 지급하라"고 했다.[11]
- 서울민사지방법원 합의41부 재판장으로 재직하던 1992년 9월 4일에 입사 전 형사처벌을 받은 전력을 이력서에 기재하지 않았다는 이유로 해고된 원고의 해고무효 확인 소송에서 "이력서 허위 기재가 노사간 신뢰관계를 해칠 정도는 아닌 것으로 보이고 형사처벌 전력이 근로능력이나 고용관계에 어떤 영향을 미치는가에 대한 확인없이 해고처분은 무효"라며 원고승소 판결했다.[12] 1993년 1월 17일에 단체협약상 노조 탈퇴를 이유로 근로자를 해고할 수 있다고 할지라도 그것이 근로자의 단결권 보호에 있는 것이 아니라면 부당하다고 했다.[13]
- 서울고등법원 형사3부 재판장으로 재직하던 1997년 6월 20일에 타르 색소를 첨가한 해초 무침을 시중에 유통하다 1심에서 징역2년 집행유예3년을 선고받았던 환길산업 대표 박승남에게 "1995년 8월부터 시행된 식품첨가물 규정상 타르색소의 사용을 금지하고 있는 식품은 절임류 뿐이나 해초 무침은 절임류로 볼 수 없다"며 무죄를 선고했다. 또한, 이를 백화점 등에서 판매하여 1심에서 징역1년6월 집행유예2년이 선고된 피고인 2명에게도 무죄를 선고했다.[14] 7월 31일에 안두희를 살해한 박기서에 대해 살인죄의 법정 최저형보다 2년 낮은 징역3년을 선고했다.[15] 12월 17일에 조세포탈과 재산 국외도피로 기소되어 1심에서 징역5년이 선고된 카지노업계 대부 전낙원에 대해 특정경제범죄 가중처벌에 관한 법률위반을 적용해 징역3년 집행유예5년 벌금 81억원 추징금 120억원을 선고했다.[16]
- 서울고등법원 부장판사로 재직할 때인 1996년 4월에 "임의 동행한 피의자가 귀가를 원할 경우 귀가시켜야 함에도 영장없이 수갑을 채워 경찰서 보호실에 유치한 것은 불법감금에 해당되므로 국가에 손해배상책임이 있다"고 했다.
- 서울고등법원 민사9부 재판장으로 재직하던 1998년 9월 20일에 아파트의 동 위치를 안내 책자와 달리 시공한 S건설에 대해 "입주자와 원고 24명에게 각각 7백~9백만원을 지급하라"고 했다.[17]